# 小脈蛺蝶
小脈蛺蝶（學名：Hestina japonica），又名胡麻斑挾蝶、雀斑蛺蝶。是蛺蝶科的一種蝴蝶，分佈於韓國及日本。

## 亞種
- Hestina japonica japonica 日本
- Hestina japonica seoki Shirôzu, 1955 (韓國)